# Petrus von Gruben
Petrus von Gruben (* 1. Februar 1766 in Paderborn als Franz Georg; † 23. Dezember 1831 in Paderborn) war ein deutscher römisch-katholischer Priester und von 1802 bis 1803 der 56. Abt des Klosters Hardehausen.

## Familie
Franz Georg von Gruben wurde 1766 als zweiter Sohn des Offizialatsassessors Johann Friedrich Gruben und dessen zweiter Ehefrau Maria Sabina Winterheld in Paderborn geboren.
Sein älterer Bruder Wilhelm Anton Gruben (* 15. Juni 1763; † 6. September 1828) wurde Hofrat. Aus seiner Ehe mit Maria Clara Josepha Thekla Meyer (* 1768) entstammt der spätere Richter und Parlamentarier Ignatz von Gruben.
Der jüngere Bruder Franz Sebastian (1770–1828) wurde Kanoniker am Aschaffenburger Kollegiatstift St. Peter und Alexander.

## Leben
Von Gruben wurde nach dem Tod seines Vorgängers Bernhard II. Becker am 26. Juli 1802 zum Abt gewählt.
Am 28. Oktober 1802 empfing von Gruben in der Schlosskapelle zu Neuhaus durch Fürstbischof Franz Egon von Fürstenberg die Benediktion. 
Im Zuge der Säkularisation wurde das Kloster aber schon am 29. Januar 1803 von den Franzosen aufgelöst und von Gruben seines Amtes enthoben. Er erhielt eine jährliche Pension von 1500 Reichstalern.
Petrus von Gruben lebte fortan in Paderborn. Dort starb er 65-jährig am 23. Dezember 1831.
Sein Nachlass enthielt mehrere Stiftungen, unter anderem ein Wohnhaus zur Einrichtung eines Armenhauses.